# Pronophila epidipnis
Pronophila epidipnis är en fjärilsart som beskrevs av Otto Thieme 1906. Pronophila epidipnis ingår i släktet Pronophila och familjen praktfjärilar. Inga underarter finns listade i Catalogue of Life.